# Haim Yavin
Haim Yavin (Beuthen, 1932. szeptember 10. –) német-zsidó születésű izraeli filmrendező és újságíró. Heinz Kluger néven született Sziléziában, családjával 1933-ban költözött a brit palesztin területre. 1968 és 2008 között ő volt Izrael legnépszerűbb hírműsorának fő bemondója. Számos dokumentumfilmet is készített, amelyek menekültek életét mutatják be.